# Cinema di Hong Kong

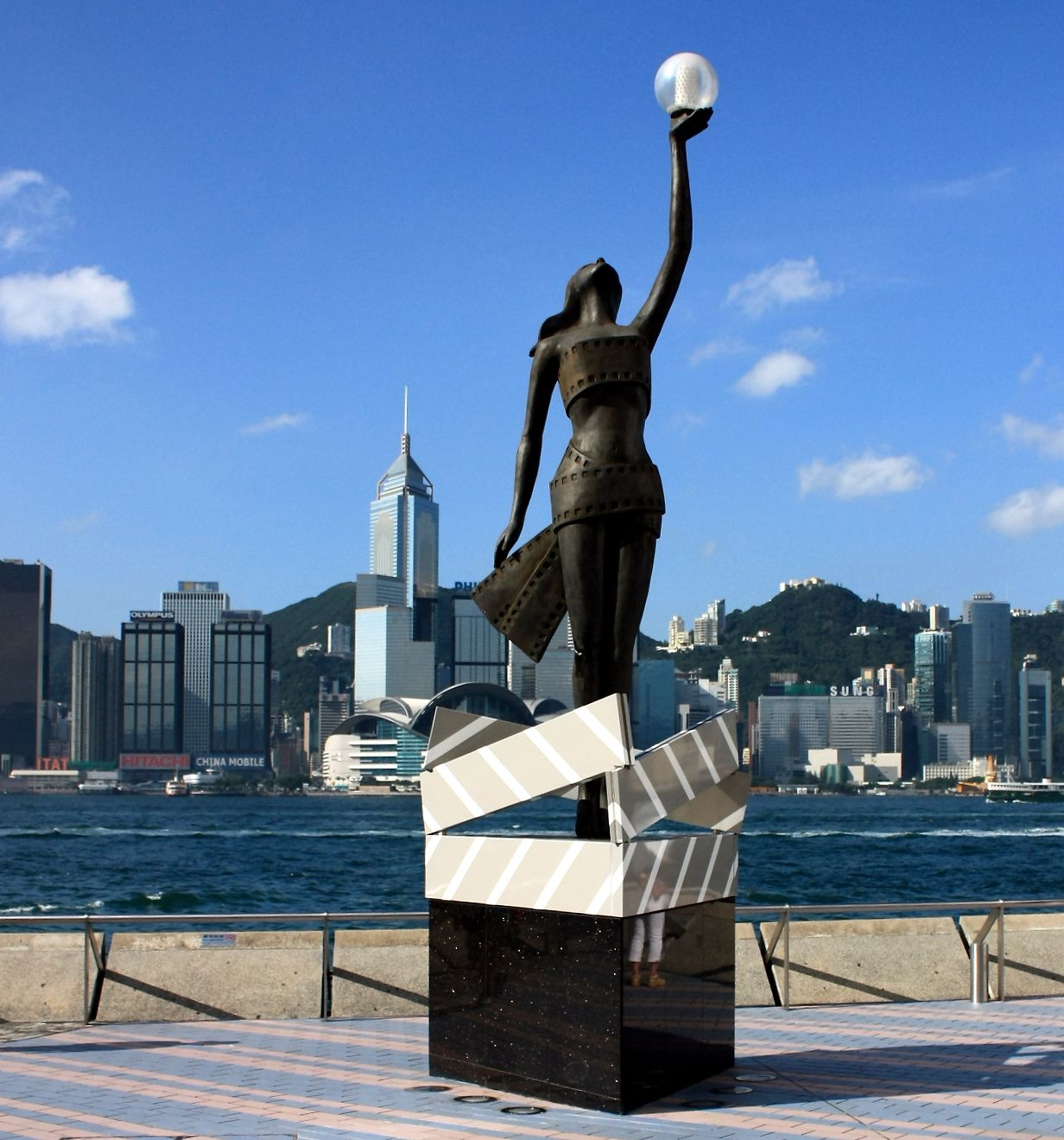
Statua in bronzo rappresentante il premio degli Hong Kong Film Awards

Il cinema di Hong Kong è uno dei principali filoni della storia del cinema di lingua cinese, insieme a quello della Cina continentale e a quello di Taiwan. Come ex colonia britannica il cinema di Hong Kong ebbe un grado maggiore di libertà politica ed economica di quello del continente e di Taiwan e divenne un punto focale del cinema di lingua cinese (inclusa la sua diaspora mondiale) e dell'Asia orientale in generale.
Per diversi decenni fu la terza industria del cinema per dimensioni nel mondo (dopo Bollywood e Hollywood) e la seconda per esportazioni. Nonostante una crisi nell'industria del cinema iniziata a metà degli anni novanta e il ritorno di Hong Kong alla Cina nel luglio 1997, il cinema di Hong Kong ha mantenuto gran parte della sua identità distintiva e continua a giocare un ruolo di primo piano nel cinema mondiale. In Occidente il vigoroso cinema pop di Hong Kong, specialmente quello d'azione, ha un forte seguito cult, diventato ormai parte del mainstream culturale, diffusamente seguito e imitato.

## L'industria del cinema di Hong Kong
Diversamente da altre industrie del cinema, Hong Kong ha ottenuto solo pochi o nessun supporto governativo, attraverso sussidiarie o quote di importazione. È completamente un cinema commerciale: altamente corporativo, concentrato su generi popolari come commedie o film d'azione, che si affida molto a storie preconfezionate, sequel e remake.
Hong Kong deriva diversi elementi da Hollywood, come certi parametri per generi, una filosofia di un "brivido al minuto", continua azione e il montaggio. Ma i prestiti sono filtrati da elementi come l'opera cinese e l'arte cinese, in particolare con una certa tendenza per la stilizzazione e la mancanza di rispetto per gli standard occidentali di realismo. Questo combinato con un approccio poco formale alla produzione cinematografica, contribuì all'energia e all'immaginazione surreale che il pubblico straniero nota nel cinema di Hong Kong
Nel 2010 il ricavato lordo delle sale cinematografiche di Hong Kong fu di 1.339 miliardi di dollari di Hong Kong e nel 2011 di 1.371 miliardi. Nel 2011 sono stati pubblicati 56 film prodotti a Hong Kong e 220 film stranieri.

### Lo star system
Come è comune nel cinema commerciale il cuore dell'industria è uno star system altamente sviluppato. Nei primi giorni gli interpreti dell'Opera cinese portarono spesso con sé il proprio pubblico allo schermo. Negli ultimi tre o quattro decenni la televisione è stato il principale trampolino di lancio per le star del cinema, attraverso corsi di recitazione e serie drammatiche, commedie e spettacoli di varietà molto seguiti offerte dai due principali canali televisivi di Hong Kong, Television Broadcasts Limited e Asia Television Limited. Forse ancora più importante è la sovrapposizione con l'industria cantonese della musica pop. Molte star del cinema, se non quasi tutte hanno un'attività secondaria come cantanti, o viceversa cantanti hanno un'attività secondaria come attori. Questa è stata una delle principali strategie di marketing in un'industria dell'intrattenimento in cui campagne pubblicitarie multimediali in stile statunitense sono state finora poco usate. Nell'attuale problematico clima economico la scelta di giovani cantanti cantopop (come Ekin Cheng e le Twins) per attrarre l'importante pubblico giovanile è endemica.
In questa piccola e strettamente connessa industria gli attori (così come altro personale, come i registi) sono costantemente occupati. In alcuni periodi di boom il numero di film girati da una figura di successo in un singolo anno poteva superare facilmente la decina.

### Budget
Generalmente il budget a disposizione per la produzione è basso se confrontato a quello dei film statunitensi. Un film con una grande star che miri ad essere un notevole successo costa tipicamente intorno ai 5 milioni di dollari. Una produzione a basso costo può scendere sotto il milione di dollari. Occasionali blockbuster delle star maggiori (per esempio Jackie Chan o Stephen Chow) o coproduzioni internazionali mirate al mercato globale possono raggiungere i 20 milioni di dollari o più, ma queste sono rare eccezioni. Le produzioni di Hong Kong possono comunque raggiungere un livello di patinatura e sontuosità maggiore di quello che questi numeri possono suggerire, dati fattori come paghe minori e il valore del dollaro di Hong Kong.

### Suono e lingua
Film in cantonese sono stati prodotti a Hong Kong fin dagli inizi. Negli anni cinquanta divenne anche un centro per la produzione di film in cinese quando in seguito al consolidamento del governo comunista nella Cina continentale da parte dei comunisti l'industria dell'intrattenimento si spostò da Shanghai a Hong Kong. Dagli anni sessanta ai settanta le produzioni di film in mandarino divennero dominanti, specialmente le produzioni dello Studio Shaw. Per un breve periodo furono prodotti anche film in hokkien, e furono prodotti anche film in dialetto teochew. I film in cantonese ritornarono preminenti negli anni settanta e dagli ottanta in avanti la maggior parte sono stati girati in cantonese.
Per decenni i film furono girati generalmente muti e tutti i dialoghi e il suono venivano aggiunti successivamente. In un'industria febbrile e con un basso budget questo metodo era più economico che registrare dal vivo, in particolare quando gli attori parlavano dialetti differenti; inoltre facilitava il doppiaggio in altre lingue per il vitale mercato estero (per esempio in mandarino per la Cina continentale e Taiwan). Molte star erano così occupate che non doppiavano neanche i loro dialoghi, ma venivano doppiate da altri attori. Questa pratica facilitò anche l'improvvisazione. Spesso i film entravano in produzione senza che la sceneggiatura fosse finita, con scene e dialoghi improvvisati sul set. Soprattutto nel caso di produzioni a basso budget con poco tempo a disposizione gli attori potevano addirittura simulare di parlare o semplicemente contare numeri, i veri dialoghi venivano creati solo in fase di doppiaggio.
Una tendenza verso la registrazione in presa diretta crebbe alla fine degli anni novanta e questo metodo è diventato la norma, in parte per una diffusa associazione presso il pubblico di questa pratica con produzioni di maggior qualità.

## Storia

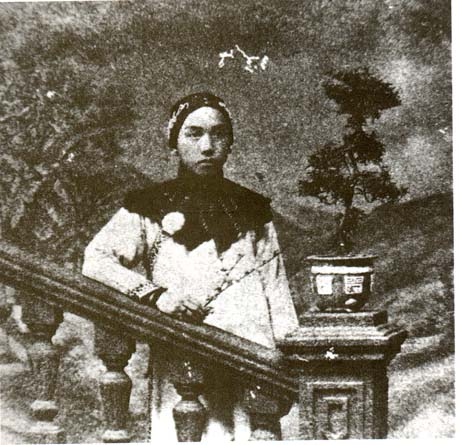
Un giovane Lai Man-Wai nel 1913 in Zhuangzi Zi Shi Qi accreditato come il primo lungometraggio di Hong Kong

### Dal 1909 alla prima guerra mondiale
Nei suoi inizi il cinema di Hong Kong era subordinato a quello della Cina continentale, in particolare di quello di Shanghai, che all'epoca era la capitale della cinematografia in lingua cinese. Molto poco di questi lavori sono rimasti, solo quattro film degli oltre cinquecento prodotti prima della seconda guerra mondiale. Resoconti dettagliati di questo periodo, specialmente da non parlanti cinesi, sono pertanto limitati e incerti.

#### Pionieri dai teatri
Come nella maggior parte della Cina lo sviluppo dei primi film fu strettamente legato all'Opera cinese, che per secoli è stata la forma dominante di intrattenimento. Le scene dell'opera furono la fonte di quelli che sono generalmente accreditati come i primi film realizzati ad Hong Kong, due brevi commedie prodotte nel 1909 intitolate Stealing a Roasted Duck e Right a Wrong with Earthenware Dish. Il regista fu l'attore e direttore teatrale Liang Shaobo. Il produttore fu lo statunitense Benjamin Brodsky (a volte translitterato come 'Polaski'), uno dei diversi occidentali che aiutarono la nascente industria cinematografica cinese nello sforzo di accedere al potenziale vasto mercato cinese
Il primo lungometraggio prodotto a Hong kong viene generalmente considerato Zhuangzi Zi Shi Qi ("Il filosofo Zhuang Zi mette alla prova la moglie") del 1912, che utilizzò anch'essa una storia dell'opera cinese e diretta da Li Minwei (黎民偉) e Benjamin Brodsky. Li Minwei era un altro attore teatrale, che divenne noto come il "Padre del cinema di Hong Kong". Oltre a dirigere il film Lai interpretò il ruolo della moglie stessa, suo fratello interpretò quello del marito e sua moglie quella di una cameriera, rendendola la prima donna cinese a interpretare una parte in un film cinese, una pietra miliare a lungo ritardata da tabù riguardanti le attrici.. Zhuangzhi fu il solo film prodotto dalla Chinese American Film, fondata da Lai e Brodsky e primo studio cinematografico di Hong Kong. Il film non fu mai pubblicato sul territorio
L'anno seguente lo scoppio della prima guerra mondiale pose un serio ostacolo allo sviluppo del cinema di Hong Kong, poiché la Germania era la fonte del materiale cinematografico di Hong Kong. Fu solo nel 1923 che Lai, suo fratello e il loro cugino fondarono con Liang Shaobo la prima compagnia cinematografica completamente cinese, la Minxin ("sole della Cina") Company. Nel 1924, si trasferirono sul continente dopo che problemi con la burocrazia aveva bloccato i loro piani di costruire uno studio.

#### L'avvento del sonoro

Pubblicità a Singapore di un film musicale

Il cinema sonoro comparve agli inizi degli anni trenta. Il problema dei diversi dialetti parlati in Cina dovette essere affrontato: Per sfruttare il vasto mercato del cantonese nella Cina meridionale gli studi cinematografici di Shanghai trasferirono ad Hong Kong materiale e personale facendola diventare uno dei centri principali del cantonese. diffusi e alcuni fattori politici sul continente fornirono altre opportunità. Il governo del Kuomintang sosteneva una politica a favore del solo mandarino ed era ostile alle produzioni in cantonese, aveva anche messo al bando il popolare genere wuxia di cavalieri erranti e spadaccini volanti, accusandolo di promuovere la superstizione e l'anarchia violente. I film in cantonese e i film wuxia rimasero comunque popolari nonostante l'ostilità governativa e la colonia britannica di Hong Kong divenne il luogo dove produrre film per soddisfare questi bisogni. Il nome (粵語長片) divenne rapidamente il nome standard per i film in cantonese in bianco e nero.
Film di canzoni ed atti dall'Opera cantonese si dimostrarono anche più popolari dei wuxia e furono il genere principale degli anni trenta. I principali studio del periodo furono Grandview, Universal, Nanyue e Tianyi (quest'ultimo una prima incarnazione della dinastia della famiglia Shaw che sarebbe diventato il più duraturo e influente nella storia del film cinese.

#### L'avvento della guerra
Un altro fattore importante negli anni trenta fu la seconda guerra sino-giapponese. Film patriottici sulla resistenza cinese contro l'invasione giapponese divennero una dei principali generi di Hong Kong. Tra i film degni di nota si può citare Lifeline (Kwan Man Ching, 1935), Hand to Hand Combat (Chiu Shu Sun, 1937) e March of the Partisans (Situ Huimin, 1938). Il genere e l'industria cinematografica furono ulteriormente rinforzati da artisti e compagnie emigrati dopo l'occupazione di Shanghai da parte dei giapponesi nel 1937.
Ovviamente tutto ciò terminò quando anche Hong Kong cadde in mano giapponese nel dicembre 1941. Ma diversamente dal continente le forze d'occupazione non riuscirono ad organizzare un'industria cinematografica collaborazionista. Prima del ritorno dei britannici nel 1945, riuscirono solamente a produrre un unico film propagandistico, The Attack on Hong Kong (1942; conosciuto anche come The Day of England's Collapse)). Più grave può essere considerata la mossa giapponese di fondere le pellicole di molti film anteguerra per estrarne il nitrato d'argento per scopi militari.

### Dagli anni quaranta agli anni sessanta
L'industria cinematografica di Hong Kong, come l'industria di Hong Kong in generale, fu catalizzata dal continuo arrivo di capitali e artisti dalla Cina continentale. Questa divenne un'alluvione con la ripresa della guerra civile cinese — sospesa durante la guerra contro il Giappone — con la vittoria dei comunisti nel 1949. Questi eventi spostarono definitivamente il fulcro del cinema cinese a Hong Kong. La colonia fece anche grossi affari esportando film nell'Asia sudorientale (specialmente ma non esclusivamente grazie alle loro vaste colonie di espatriati cinesi) e nelle chinatown dei paesi occidentali.

#### Lingue in competizione
Nel dopoguerra si cementò anche la biforcazione dell'industria cinematografica in due, una dominante degli immigrati dal continente che produceva film in mandarino e una in cantonese, il dialetto dei nativi di Hong Kong. I film in mandarino in alcuni casi disponevano, grazie al loro enorme mercato per l'esportazione e ai capitali di produttori di Shanghai, di budget maggiori e di produzioni più sontuose. Per i decenni successivi i film in cantonese, sebbene a volte più numerose furono relegati a un ruolo di secondo piano..
Nel 1963 le autorità britanniche passarono una legge che richiedeva di sottotitolare in inglese tutti i film, per poter controllarne il contenuto politico. Gli studio, facendo una virtù di una necessità inclusero sottotitoli in cinese in tutti i loro film, permettendo loro di accedere al mercato di parlanti in altri dialetti, dato che la distinzione è solo nella pronuncia, non nello scritto. Negli anni successivi la presenza dei sottotitoli inglesi ne facilitò l'esportazione in Occidente.

#### Film in cantonese
In questo periodo l'opera cantonese dominò nei film, le principali star furono il duo femminile Yam Kim Fai e Pak Suet Sin. Yam interpretava generalmente il protagonista maschile, mentre Pak quello femminile. Insieme produssero oltre cinquanta film, The Purple Hairpin (1959) fu uno dei più popolari.
Anche i film di arti marziali furono popolari, nasce in questo periodo il gongfupian. Viene prodotta una serie di oltre cento film di kung fu con protagonista Kwan Tak Hing nel ruolo dell'eroe popolare Wong Fei Hung, a partire da The True Story of Wong Fei Hung (1949) fino a Wong Fei Hung Bravely Crushing the Fire Formation (1970). Film seriali wuxian con effetti speciali disegnati a mano sulla pellicola, come The Six-Fingered Lord of the Lute (1965) con protagonista la star giovanile Connie Chan Po-chu, furono anch'essi popolari, così come melodrammi contemporanei di casa e vita familiare.

#### Film in mandarino e la rivalità Shaw/Cathay

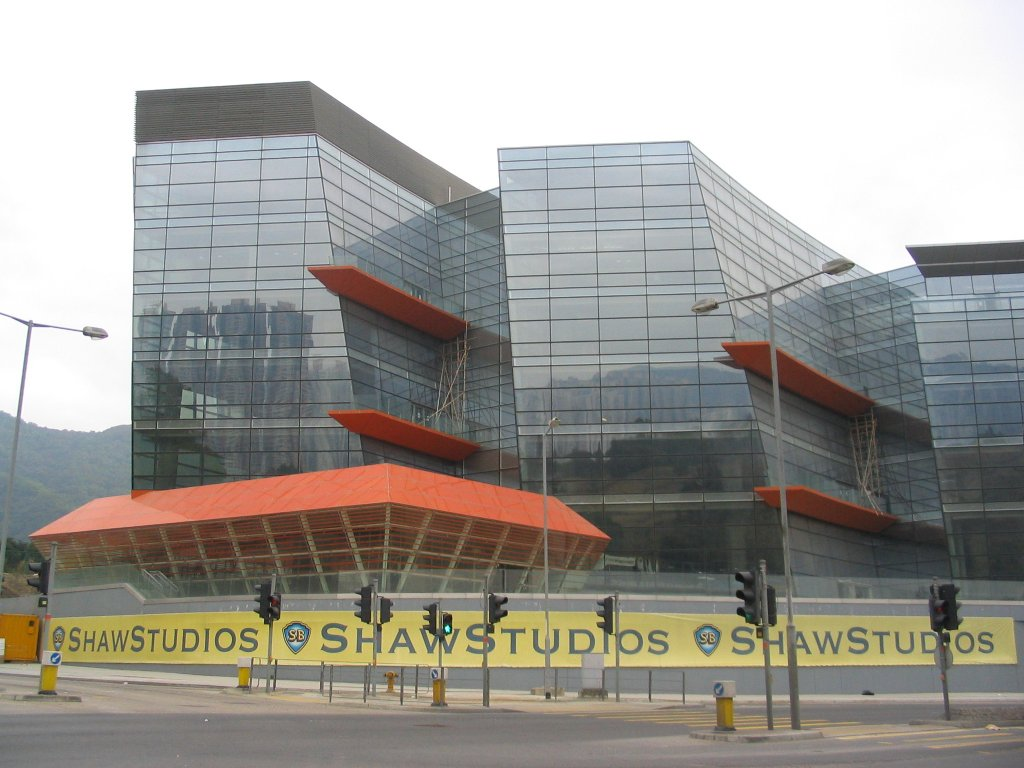
Gli studi Shaw nel 2006

Nella produzione mandarina lo Studio Shaw e la Motion Picture and General Investments Limited (MP&GI, successivamente rinominata Cathay) furono acerrimi rivali e gli studi principali degli anni sessanta. Gli Shaw passarono in vantaggio nel 1964 dopo la morte in un incidente aereo di Loke Wan Tho, capo e fondatore della MP&GI. La Cathay vacillò e cessò la produzione di film nel 1970.
Un genere musicale detto Huángméidiào (黃梅調) fu derivato dall'Opera cinese, il successo The Love Eterne (1963) rimane il classico del genere. Racconti epici in costumi storici spesso si sovrapponevano l'Huángméidiào, come in The Kingdom and the Beauty (1959). Entrambi i film citati furono diretti da Li Han Hsiang dello Studio Shaw. Melodrammi romantici come Red Bloom in the Snow (1956), Love Without End (1961), The Blue and the Black (1964) e riduzioni di romanzi di Chiung Yao erano popolari, così come musical hollywoodiani, che furono una specialità della MP&GI con esempi come Mambo Girl (1957) e The Wild, Wild Rose (1960).
Nella seconda metà degli anni sessanta gli Studio Shaw inaugurarono una nuova generazione di film wuxia più intensi e meno fantastici, con una produzione più patinata, mosse acrobatiche e maggiore violenza. La tendenza fu ispirata dalla popolarità dei film di samurai importati dal Giappone.), così come dalla perdita del pubblico a favore della televisione. Ma anche il cinema italiano, con la violenza iperbolica dei suoi western, fu preso a modello, come testimoniato dalle interviste per il giornale L'Europeo della giornalista Oriana Fallaci (luglio agosto 1973) ad Hong Kong con produttori e registi che indicavano in Sergio Leone uno dei modelli del nuovo cinema di arti marziali. Questo segnò una svolta cruciale nell'industria da un genere dominato da attrici a uno orientato ai film d'azione. Film chiave includono Temple of the Red Lotus (Xu Zenghong, 1965), Le implacabili lame di rondine d'oro (King Hu, 1966), Dragon Inn (King Hu 1967) e Tiger Boy (Chang Cheh, 1966), Una mano piena di vendetta (Chang Cheh, 1967) e The Golden Swallow (Chang Cheh, 1968).

### Anni di trasformazione (i settanta)
I film in dialetto mandarino in generale e lo Studio Shaw in particolare iniziarono gli anni settanta in apparente posizione di forza inespugnabile. Il cinema in cantonese era virtualmente svanito di fronte agli studi cinematografici in mandarino e alla televisione in cantonese, che dal 1967 era disponibile al pubblico in generale. Nel 1972 non furono prodotti film in cantonese. La Cathay cessò la produzione di film, lasciando gli Shaw come unico megastudio. Il sottogenere dei film di kung fu esplose nella popolarità internazionale, con Bruce Lee quale campione d'incassi in Occidente e con lo Studio Shaw che guidava e dominava l'ondata. Ma stavano iniziando cambiamenti che alterarono grandemente l'industria per il termine del decennio.

#### Il ritorno del cinema cantonese
Paradossalmente la televisione contribuì al revival del cantonese in un movimento verso film più concreti riguardo alla vita di Hong Kong e alle persone normali.
La prima scintilla fu la commedia The House of 72 Tenants, che pur essendo l'unico film in cantonese prodotto nel 1973, fu un successo spettacolare. Era basato su una commedia molto conosciuta e fu prodotto dallo Studio Shaw come vetrina per i propri attori per la loro nuova stazione televisiva TVB.
Il ritorno del cinema cantonese decollò con le commedie delle star della TVB (l'attore, regista e sceneggiatore Michael Hui, l'attore cantante Sam Hui e l'attore Ricky Hui). La motivazione della mossa verso il cinema cantonese è chiaro nel trailer del film Games Gamblers Play (1974): "Film di devote giovani persone con te in mente." Questo ritorno verso gli spettatori locali fu un successo. Games Gamblers Play guadagnò inizialmente 1,4 milioni al box office di Hong Kong, diventando il film con il maggior incasso lordo dell'epoca. I film di Hui aprirono anche una nuova strada satirizzando la realtà moderna di una giovane classe ascendente, le cui lunghe ore lavorative e i sogni di successo stavano trasformando la colonia in un moderno gigante industriale e corporativo). Le commedie in cantonese prosperarono e le produzioni in cantonese aumentarono vertiginosamente, il mandarino resistette ma da allora è stato relativamente raro sullo schermo.

#### La Golden Harvest e la nascita delle case indipendenti

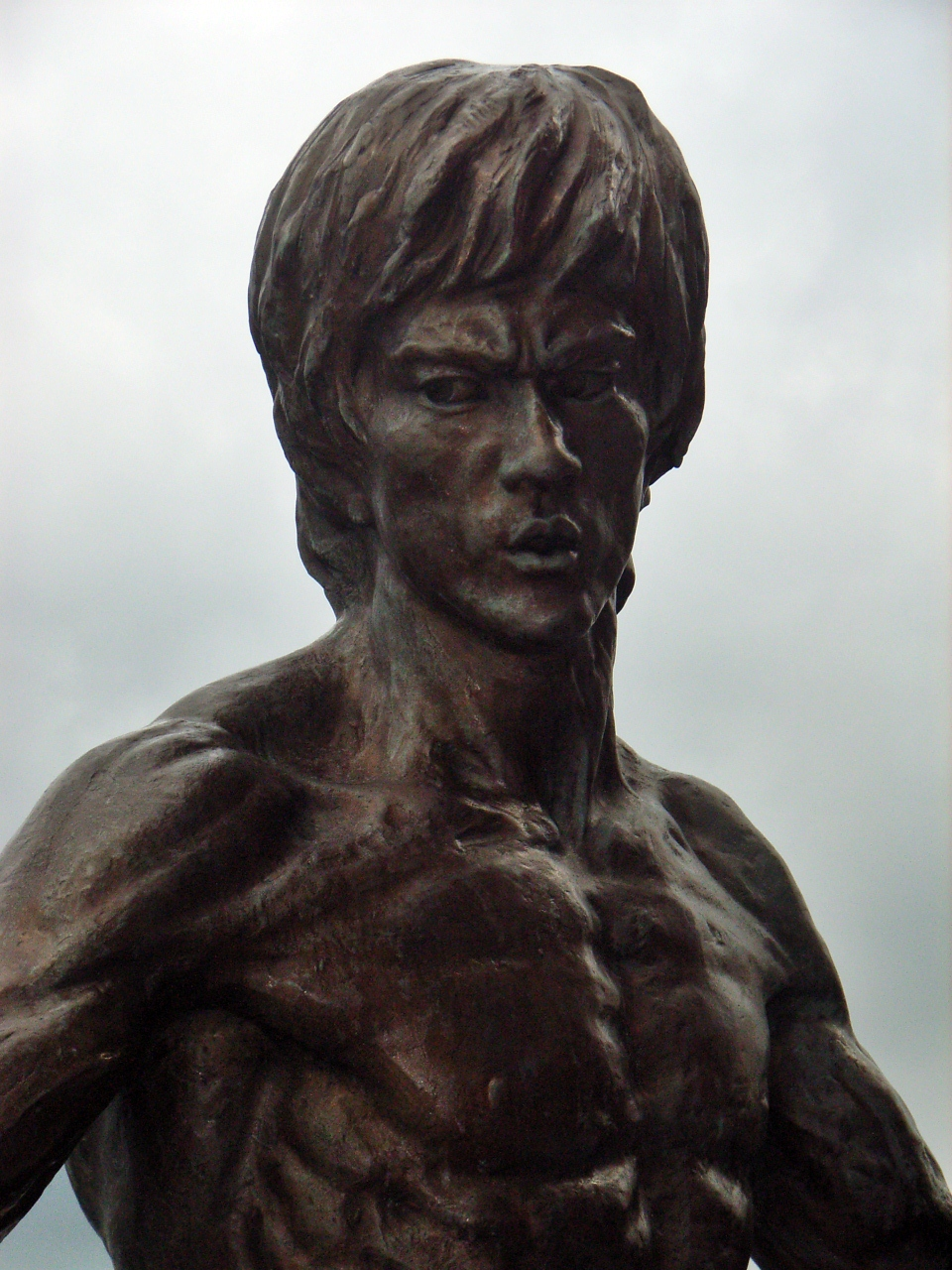
Statua di Bruce Lee

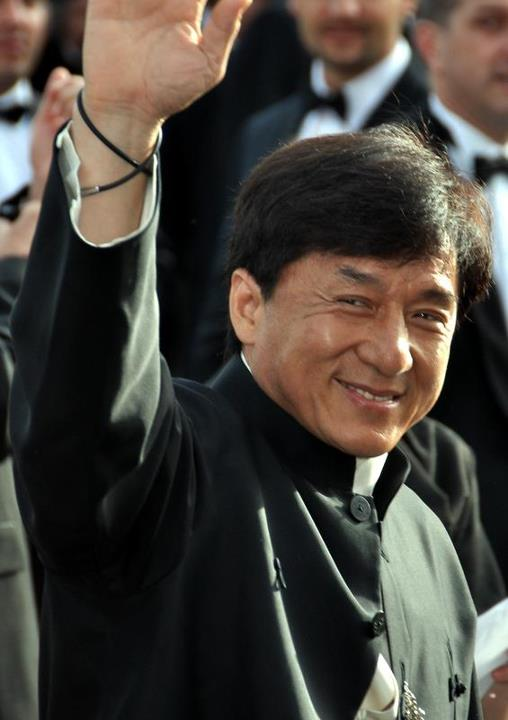
Jackie Chan nel 2012

Nel 1970 gli ex dipendenti dello Studio Shaw, i direttori esecutivi Raymond Chow e Leonard Ho, fondarono un proprio studio, la Golden Harvest. La maggiore flessibile e rigidità nel suo approccio agli affari gli permise di superare lo Studio Shaw. Chow e Ho stipularono contratti con giovani artisti con nuove idee per l'industria, come Bruce Lee e i fratelli Hui e permisero loro una maggiore libertà creativa. Bruce Lee, nato in California, aveva ottenuto solo parti minori nelle produzioni statunitensi e fu solo con Il furore della Cina colpisce ancora  (1971) prodotto dalla Golden Harvest che lo fece balzare improvvisamente al rango di star.
Per la fine degli anni settanta la Golden Harvest era lo studio principale. Aveva sotto contratto il regista-attore Jackie Chan che nei venti anni successivi avrebbe prodotti i più grandi successi di botteghino del cinema asiatico. Raymond Chow sfruttò il successo dei film di Bruce Lee, Dalla Cina con furore e L'urlo di Chen terrorizza anche l'occidente (1972), ciascuno dei quali fece nuovi record al botteghino. Bruce Lee comparve con degli attori secondari di Hollywood in un film con un budget maggiore, I 3 dell'Operazione Drago (1973), una coproduzione con la Warner Brothers. Lee giocò un ruolo chiave nell'apertura dei mercati stranieri ai film di Hong Kong. I suoi film furono popolari in tutto il mondo, specialmente nel terzo mondo, dove furono spesso presi come simbolo dell'orgoglio ribelle di un'Asia insorgente.
Nel frattempo l'esplosione di film di kung fu in cantonese e l'esempio della Golden Harvest crearono lo spazio per altre compagnie e produttori indipendenti. L'era dei megastudio era terminata, anche se lo Studio Shaw continuò a produrre film fino al 1985, per poi dedicarsi esclusivamente alla televisione.

#### Altre tendenze
La tendenza globale verso una maggior permissività nel contenuto nei film influenzò anche il cinema di Hong Kong. Un genere di produzione erotica softcore nota come fengyue divenne una caratteristica locale (il nome era la contrazione di una frase cinese che implicava una decadenza seduttiva). Questo materiale soffrì ad Hong Kong uno stigma minore di quello nella maggior parte dei paesi Occidentali, era più o meno parte del mainstream a volte con produzioni dei registi principali come Chor Yuen o Li Han Hsiang, e spesso si incrociava con altri generi popolari come le arti marziali, il dramma storico e specialmente la commedia. Anche la violenza aumentò diventando più intensa ed esplicita, particolarmente sulla spinta dei produttori di film di arti marziali.
Il regista Lung Kong fuse queste tendenze in drammi sociali che erano già stati la sua specialità alla fine degli anni sessanta con classici come The Story of a Discharged Prisoner (1967) e Teddy Girls (1969). Negli anni settanta iniziò a dirigere in mandarino portando elementi di exploitation in film seri con soggetti come la prostituzione (The Call Girls), la bomba atomica (Hiroshima 28) e la fragilità della società civilizzata (Yesterday, Today and Tomorrow (1970), che descrive una Hong Kong del futuro decimata da una piaga.
Tang Shu Shuen, la prima nota regista di Hong Kong, produsse nella sua breve carriera due film, The Arch (1970) e China Behind (1974), che aprirono la strada per un cinema artistico locale, socialmente critico. Sono anche considerati i precursori dell'ultima pietra miliare del decennio, la cosiddetta Hong Kong New Wave che arriverà dall'esterno della tradizionale gerarchia degli studi e punterà a nuove possibilità per l'industria.

### Gli anni del boom, gli ottanta e i primi anni novanta
Negli anni ottanta e all'inizio dei primi anni novanta i semi piantati negli anni settanta arrivarono a compimento, il cinema cantonese trionfò, nacque un nuovo e moderno cinema che dominava il mercato dell'Asia orientale e fu attirata l'attenzione dell'Occidente verso i film di Hong Kong.
Nacque rapidamente un cinema maggiormente patinato e con uno stile visuale più sofisticato, incluse le prime produzioni con effetti speciali moderni. A questa superficie abbagliante il nuovo cinema aggiunge una miscela eclettica di generi, con una tendenza a mettere alla prova i confini del contenuto sensazionalistico. Commedie slapstick, erotiche, il sovrannaturale e soprattutto i film d'azione, d'arti marziali e polizieschi, dominarono il campo, occasionalmente anche nello stesso film.
Un film iconico di questo periodo è The Killer (1989), di John Woo, archetipico del genere dell'Heroic bloodshed.

#### Il mercato internazionale
In questo periodo l'industria cinematografica di Hong Kong fu una delle poche che prosperò nonostante l'aumento del dominio globale di Hollywood. In effetti arrivò a esercitare un simile dominio nella sua propria regione geografica. Il pubblico dell'Asia orientale era sempre stato vitale, ma ora più che mai i prodotti di Hong Kong riempivano i cinema e gli scaffali dei negozi in luoghi come la Thailandia, Singapore, Malaysia, Indonesia e Corea del Sud. Taiwan divenne un mercato importante per i film di Hong Kong quanto quello locale, nei primi anni novanta la precedente robusta industria cinematografica di Taiwan arrivò vicino all'estinzione sotto il peso delle importazioni da Hong Kong. Trovò anche una presa minore in Giappone, nonostante la sua industria cinematografica sviluppata e meglio finanziata, Jackie Chan in particolare divenne lì popolare.
Quasi accidentalmente Hong Kong penetrò ancora di più in Occidente, grazie all'attenzione ottenuta negli anni della follia per i film di kung fu degli anni settanta. La disponibilità di cinema e videonoleggi delle Chinatown permise ai film di Hong Kong di essere scoperti da appassionati occidentali attratti dalla loro esoticità ed eccessività. Gradualmente ciò emerse nella cultura popolare negli anni successivi.

#### Leader of the boom

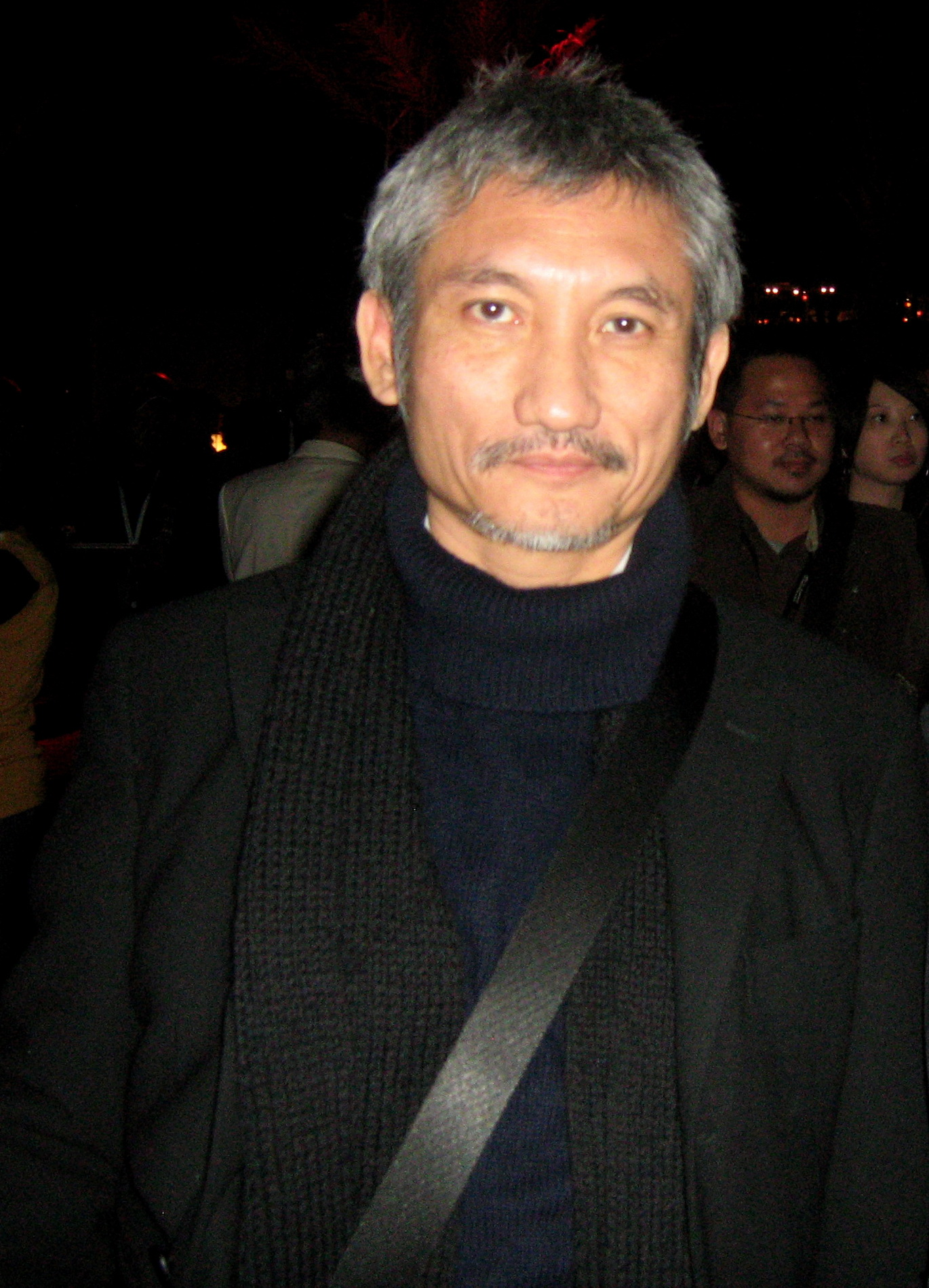
Tsui Hark

La compagnia ad aprire la strada fu la Cinema City, fondata nel 1980 da Karl Maka, Raymond Wong e Dean Shek. Si specializzò in commedie contemporanee e film d'azione, prodotti secondo formule commerciali esplicitamente seguite. Aces Go Places (1982), parodia dei film di James Bond, e i suoi numerosi seguiti epitomizzano il molto imitato "stile Cinema City".
I registi e produttori Tsui Hark e Wong Jing possono essere scelti come figure definitive di quest'epoca. Tsui fu un notorio apprendista della Hong Kong New Wave che simbolizza l'assorbimento del movimento nel mainstream, divenendo la tendenza trainante dell'industria e lo sperimentatore tecnico. Wong, ancora più prolifico, è secondo la maggior parte delle descrizioni il produttore cinematografico di Hong Kong di maggior successo critico e commerciale degli ultimi due decenni, con la sua produzione instancabile di film pulp aggressivamente indirizzati per compiacere il pubblico.
Altre pietre miliari di quest'era includono la moda dei film di gangster o membri della "Triade" lanciata dal regista John Woo, dal produttore Alan Tang e dominata da Chow Yun-Fat; i melodrammi romantici e fantasie di arti marziali con protagonista Brigitte Lin; le commedie di star come Cherie Chung e Stephen Chow; film tradizionali di kung fu dominati da Jet Li e film d'azione moderni basati su acrobazie e manovre di kung fu epitomizzati dal lavoro di Jackie Chan, Sammo Hung e Yuen Biao (interpreti anche di Kung fu, Wuxia e Horror comedy).

#### Film di Categoria III
L'introduzione di un visto censura nel 1988 ebbe un effetto indesiderato. La categoria III (film solo per adulti) divenne un termine in cui inserire la produzione di una crescente industria pornografica e i film generalmente osé, comunque dati i differenti criteri di valutazione quello un film considerato in categoria III per i cinesi poteva semplicemente ricevere una valutazione di "R" o "NC-17" negli Stati Uniti. Al culmine del boom all'inizio degli anni novanta circa la metà dei film prodotti erano erotici softcore che discendevano dai film fengyue degli anni settanta Un esempio definitivo di un film di Categoria III è Sex and Zen - Il tappeto da preghiera di carne (Michael Mak, 1991), una commedia storica ispirata dal Il tappeto da preghiera di carne, la classica commedia della letteratura comico erotica del XVII secolo attribuita a Lǐ Yú. Anche Naked Killer (1992) divenne un cult in Occidente, pur non incontrando molto successo in patria.
Rientrarono in questa categoria anche una serie di film d'exploitation e dell'orrore, oggetto di una moda di breve durata e spesso ipoteticamente basati su vere storie criminali, come Hei tai yang 731 (1988), Doctor Lamb (1992), The Untold Story: Human Mean Roast Pork Buns (1993) e Ebola Syndrome (1996). Film che descrivono rituali della triade ricevettero anch'essi il marchio di Categoria III, per esempio Crime Story (1993) con Jackie Chan.
Dalla metà degli anni novanta questa tendenza si ridusse a causa della riduzione in generale del mercato dei film di Hong Kong e di una maggiore disponibilità di pornografia in formato home video. Ma ancora nel primo decennio del XXI secolo i tre film di Categoria III: Election, e i suoi seguiti, Election 2 e Mad Detective godettero di un inaspettato successo nei cinema di Hong Kong. Il primo film di Hong Kong candidato per l'Oscar al miglior film straniero fu, nel 1992, Lanterne rosse del regista Zhang Yimou.

#### Cinema alternativo

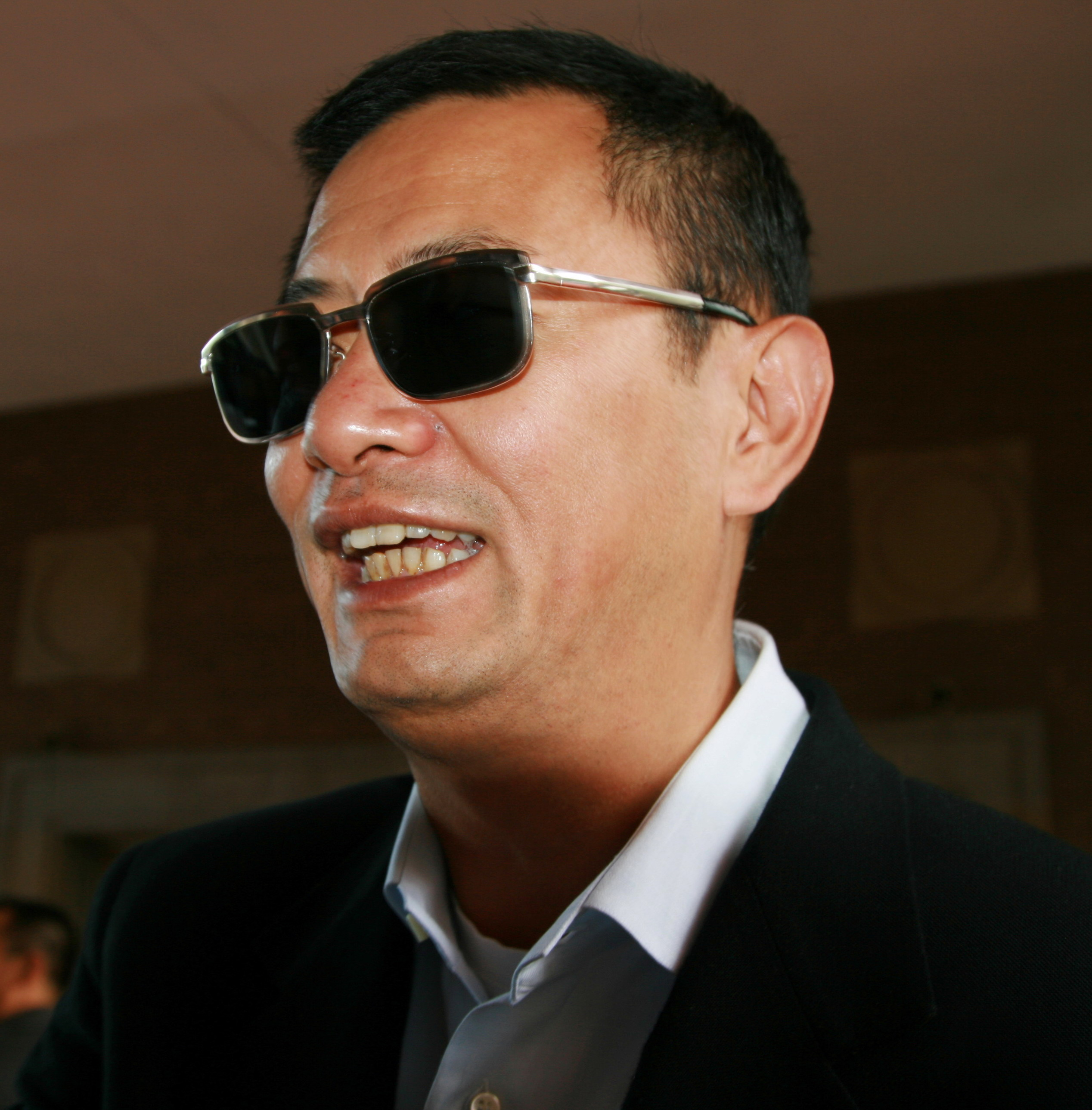
Wong Kar-wai nel 2008

In questo panorama di pulp rimase ancora un certo spazio per il cinema alternativo o artistico, in parte a causa dell'influenza della New Wave. Alcuni registi della new wave, come Ann Hui e Yim Ho continuarono ad aver successo con film personali o politici prodotti ai confini del mainstream.
La seconda metà degli anni ottanta vide l'emergere di quella che è a volte chiamata "Second Wave". Tra questi giovani registi ci sono Stanley Kwan, Clara Law e il suo compagno Eddie Fong, Mabel Cheung, Lawrence Ah Mon e Wong Kar-wai. Come per i registi della new wave in genere erano diplomati in scuole cinematografiche estere o provenienti da un passato televisivo e tendevano ad andare oltre i soliti soggetti e stili commerciali.
Questi artisti iniziarono ad attirare nuova attenzione e rispetto dalla critica internazionale e dal circuito dei festival cinematografici. In particolare negli anni novanta le opere di Wong Kar-wai con protagonista Leslie Cheung, Tony Leung Chiu-Wai e Maggie Cheung lo hanno reso un regista riconosciuto e acclamato internazionalmente.

### Dalla metà degli anni novanta al presente: dopo il boom

#### L'industria in crisi
Negli anni novanta l'industria del cinema di Hong Kong iniziò un drastico declino dalla quale non si è ancora ripresa. I guadagni dei cinema locali avevano iniziato a calare alla fine degli anni ottanta, ma il pubblico estero aveva mantenuto l'espansione dell'industria nel decennio successivo. Ma dalla fine degli anni novanta iniziarono a calare rapidamente. I guadagni furono dimezzati. Per la fine del decennio il numero di film prodotti era caduto da oltre i duecento dell'inizio degli anni novanta a circa un centinaio (anche se gran parte di questa riduzione aveva interessato i film pornografici della Categoria III). I blockbuster statunitensi iniziarono a raggiungere regolarmente i primi posti ai botteghini per la prima volta in decenni. Ironicamente nello stesso periodo il cinema di Hong Kong iniziava ad avere visibilità nel mainstream americano e iniziò a esportare attori e registi popolari a Hollywood.
Diversi fattori convergenti sono ritenuti responsabili di questo declino:
- La crisi finanziaria asiatica che ridusse le fonti tradizionali di finanziamento dei film, così come il denaro speso dal pubblico per il divertimento.
- Un'eccessiva produzione, seguita da un calo nel controllo qualità e nell'esaurimento di formule troppo usate.[33].
- Un costoso boom di apertura di multisale moderne all'inizio degli anni novanta, con conseguente aumento del prezzo dei biglietti.[13].
- La classe media di Hong Kong che diventa sempre più cosmopolita e considera i film locali di basso livello e pacchiani.
- Un aumento della pirateria video in tutta l'Asia orientale.
- Una nuova spinta aggressiva degli studi di Hollywood nei mercati asiatici.

Il maggiore accesso al continente seguito al trasferimento della sovranità di Hong Kong alla Cina non fu tanto un bonus quanto sperato e presentò i suoi problemi, specialmente per quanto riguarda la censura.
Uno degli anni più bui fu il 2003, oltre al continuo calo delle vendite, lo scoppio di un'epidemia di SARS svuotò per quattro mesi le sale. Furono prodotti solo cinquantaquattro film. La morte di due dei più famosi cantanti/attori di Hong Kong, Leslie Cheung e Anita Mui, chiuse un anno di cattive notizie.
Il governo di Hong Kong nell'aprile 2003 instaurò un fondo di garanzia dei film nelle banche locali per partecipare alle produzioni cinematografiche. Il fondo opera per assicurare una percentuale dei soldi prestati dalle banche alle compagnie cinematografiche. Il fondo è stato accolto con reazioni contrastanti dall'industria cinematografica e con molto meno entusiasmo dalle istituzioni finanziarie, che considerano gli investimenti in film locali come operazioni ad alto rischio con pochi ricavi.

#### Tendenze recenti

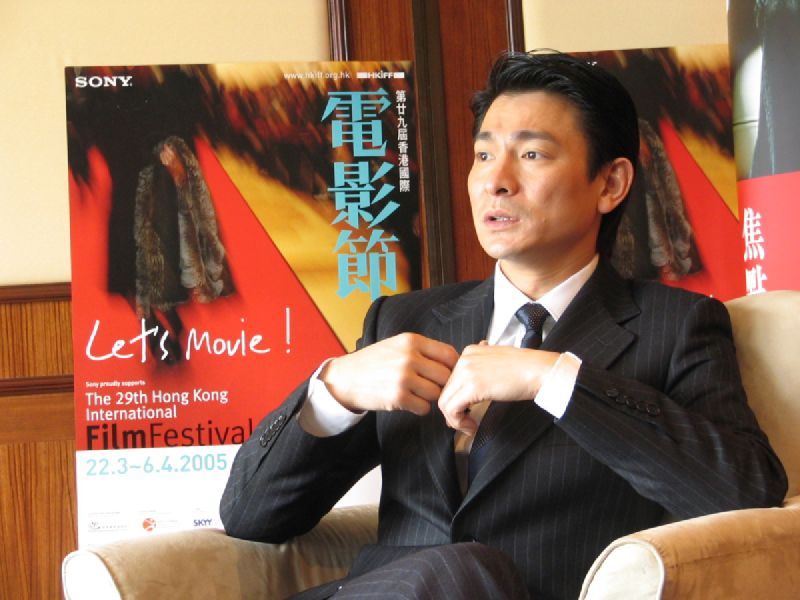
Andy Lau in un'intervista

Gli sforzi dei produttori locali per migliorare i loro prodotti hanno avuto risultati contrastanti. Questi hanno incluso film maggiormente patinati, inclusi l'uso di molte scene di computer grafica, un maggior uso di tecniche di marketing di massa come a Hollywood e un affidarsi pesantemente a giovani star del cantopop. I generi che hanno avuto successo dalla fine degli anni novanta e inizio 2000 includono film d'azione in stile americano come Downtown Torpedoes (1997), Gen-X Cops (1999) e Purple Storm (1999), il sottogenere dei "Triad kids" lanciato da Young and Dangerous (1996), commedie romantiche di yuppie come The Truth About Jane and Sam (1999), Needing You... (2000), Love on a Diet (2001) e horror sovrannaturali come Horror Hotline: Big-Head Monster (2001) e The Eye (2002), spesso modellati sui film J-Horror che allora stavano avendo un successo internazionale.
Nel primo decennio del 2000 ci sono stati alcuni successi. La Milkyway Image, fondata dai registi Johnnie To e Wai Ka-Fai a metà degli anni novanta ha avuto un considerevole successo di critica e di pubblico, specialmente conf film fuori dalle righe e film criminali come The Mission (1999) e Running on Karma (2003). Un successo ancora più grande del genere fu la trilogia Infernal Affairs (2002–2003) di thriller polizieschi codiretti da Andrew Lau e Alan Mak (il film The Departed - Il bene e il male vincitore di quattro Oscar è un remake del primo film della trilogia). Il comico Stephen Chow, la star cinematografica più consistentemente popolare degli anni novanta ha diretto e interpretato Shaolin Soccer (2001) e Kung Fusion (2004); questi usano effetti speciali in computer grafica per spingere il suo distintivo umorismo in nuovi reami del surreale, che sono stati ad oggi i due film di Hong Kong che hanno incassato di più, ottenendo numerosi premi sia in patria che all'estero. Anche i film di categoria III di Johnnie To Election e Election 2 hanno ottenuto un discreto successo al botteghino. Film innovativi come City Without Baseball (2008), Permanent Residence (2009) e Amphetamine (2009) hanno seguito il successo di precedenti film degli anni novanta come Bugis Street (una coproduzione Hong Kong-Singapore del 1995) e Hold You Tight (1998). Da ricordare ancora la figura di Wong Kar-wai il cui film The Grandmaster è entrato, nel 2014, nella Short-list dei nove candidati per l'Oscar al miglior film straniero.